# Булз (комуна)
Булз (рум. Bulz) — комуна у повіті Біхор в Румунії. До складу комуни входять такі села (дані про населення за 2002 рік):
- Булз (922 особи) — адміністративний центр комуни
- Мунтень (595 осіб)
- Ремець (903 особи)

Комуна розташована на відстані 382 км на північний захід від Бухареста, 59 км на схід від Ораді, 71 км на захід від Клуж-Напоки.

## Населення
За даними перепису населення 2002 року у комуні проживали 2420 осіб.
Національний склад населення комуни:
| Національність | Кількість осіб | Відсоток |
| -------------- | -------------- | -------- |
| румуни         | 2407           | 99,5%    |
| угорці         | 9              | 0,4%     |
| цигани         | 2              | 0,1%     |
| українці       | 1              | < 0,1%   |
| словаки        | 1              | < 0,1%   |

Рідною мовою назвали:
| Мова       | Кількість осіб | Відсоток |
| ---------- | -------------- | -------- |
| румунська  | 2412           | 99,7%    |
| угорська   | 6              | 0,2%     |
| українська | 1              | < 0,1%   |
| словацька  | 1              | < 0,1%   |

Склад населення комуни за віросповіданням:
| Релігія            | Кількість осіб | Відсоток |
| ------------------ | -------------- | -------- |
| православні        | 2149           | 88,8%    |
| п'ятдесятники      | 256            | 10,6%    |
| римо-католики      | 4              | 0,2%     |
| греко-католики     | 3              | 0,1%     |
| баптисти           | 3              | 0,1%     |
| старообрядці       | 2              | 0,1%     |
| юдеї               | 1              | < 0,1%   |
| не релігійні       | 1              | < 0,1%   |
| не вказали релігію | 1              | < 0,1%   |